# J'étais un prisonnier
Pour plus de détails, voir Fiche technique et Distribution.
J'étais un prisonnier (The Captive Heart) est un film britannique réalisé par Basil Dearden, sorti en 1946.

## Synopsis
Dans un camp de prisonniers de guerre, un capitaine tchèque prend l'identité de Geoffrey Mitchell, un officier britannique décédé pour échapper aux nazis. Pour faire croire à son personnage, il écrit à sa veuve Celia.
De retour en Grande-Bretagne, il rencontre Celia et lui apprend la mort de son mari. Après avoir relu les lettres qu'elle a reçues, elle se rend compte qu'elle s'est éprise de celui qui les a écrites.

## Fiche technique
- Titre original : The Captive Heart
- Titre français : J'étais un prisonnier
- Réalisation : Basil Dearden
- Scénario : Angus MacPhail, Guy Morgan
- Direction artistique : Michael Relph
- Costumes : Mark Luker
- Photographie : Douglas Slocombe
- Son : Len Page
- Montage : Charles Hasse
- Musique : Alan Rawsthorne
- Production : Michael Balcon
- Production associée : Michael Relph
- Société de production : Ealing Studios
- Société de distribution : Eagle-Lion Distributors Limited
- Pays d'origine :  Royaume-Uni
- Langue originale : anglais
- Format : Noir et blanc  — 35 mm — 1,37:1 — son mono
- Genre : drame, Film de guerre
- Durée : 104 minutes
- Dates de sortie : 
  - Royaume-Uni : 2 avril 1946
  - France : septembre 1946

## Distribution
- Michael Redgrave : Capitaine Karel Hasek
- Rachel Kempson : Celia Mitchell
- Frederick Leister : M. Mowbray
- Mervyn Johns : soldat Evans
- Rachel Thomas : Mme Evans
- Jack Warner : Caporal Horsfall
- Gladys Henson : Mme Horsfall
- James Harcourt : le docteur
- Gordon Jackson : Lieutenant Lennox
- Elliott Mason : Mme Lennox
- Margot Fitzsimons : Elspeth McDougall
- David Keir : M. McDougall
- Derek Bond : Lieutenant Harley
- Jane Barrett : Caroline Harley

## Tournage
Le film a été tourné en Allemagne dans le camp de prisonniers où le co-scénariste Guy Morgan avait été détenu.

## Distinctions
Le film a été présenté en sélection officielle en compétition au Festival de Cannes 1946.